# 박성진 (1969년)
박성진(朴成鎭, 1969년 7월 6일~)은 대한민국의 정치인이다. 제4·5·6대 울산광역시 남구의원을 지냈다.

## 학력
- 1976. 3.~1982. 2. 울산효문국민학교 졸업
- 1985. 3.~1988. 2. 울산제일중학교 졸업
- 1988. 3.~1991. 2. 울산공업고등학교 졸업
- 1997 울산과학대학교 공업경영학과 졸업

## 경력
- 코오롱유화 노동조합 위원장
- 전국민주노동조합총연맹 울산 화학섬유연맹 정치위원회 위원장
- 한부모가족지원센터 자문위원
- 2006. 7.~2010. 6. 제4대 울산광역시 남구의회 의원(민선 4기, 울산 남구 가 선거구, 민주노동당, 초선)
  - 2006. 7.~2008. 7. 건설환경위원회 간사
  - 2006. 7.~2008. 7. 예결산위원회 위원장
  - 2008. 7.~2010. 6. 내무위원회 위원
- 2010. 7.~2014.06 제5대 울산광역시 남구의회 의원(민선 5기, 울산 남구 나 선거구, 민주노동당→통합진보당→무소속, 재선)
  - 2010. 7.~2012. 7. 전반기 의회운영위원회 위원장
  - 2012. 7.~2014. 6. 후반기 행정자치위원회 위원
- 2014. 7.~2018. 6. 제6대 울산광역시 남구의회 의원(민선 6기, 울산 남구 나 선거구, 무소속→국민의당→무소속→더불어민주당, 3선)
  - 2014. 7.~2016. 7. 전반기 복지건설위원회 위원
  - 2016. 7.~2018. 6. 후반기 복지건설위원회 위원
- 2018. 4.~2018. 5. 제7회 전국동시지방선거 울산광역시 남구청장 더불어민주당 예비후보
- 2018. 10.~ 더불어민주당 울산광역시당 부위원장
- 더불어민주당 정책위원회 부의장
- 더불어민주당 중앙위원
- 더불어민주당 부대변인
- 2020. 7.~ 더불어민주당 울산광역시당 남구 을 지역위원회 위원장

## 전과
- 음주운전위반: 벌금 100만원

## 역대 선거 결과
|  | 13.31% |

|  | 36.37% |

|  | 21.84% |

|  | 40.11% |

|  | 43.77% |